# カタール (短剣)

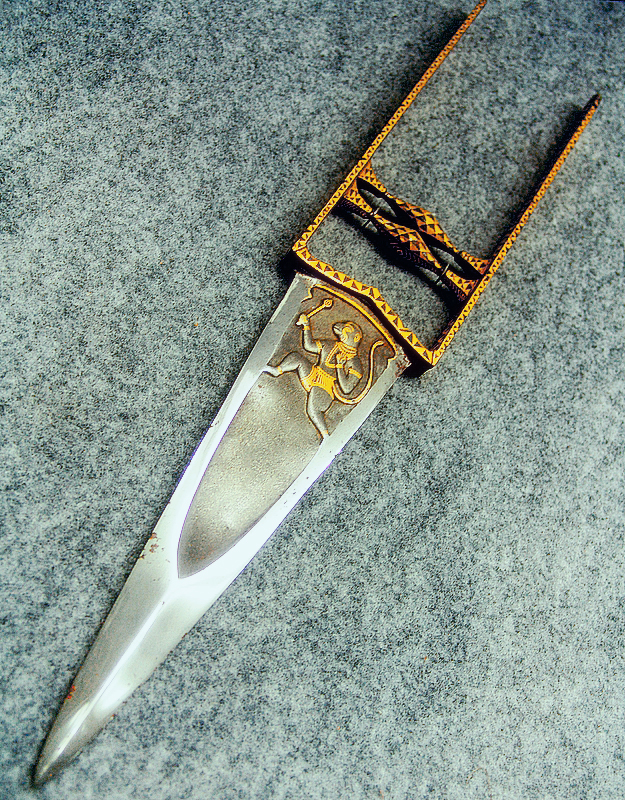
装飾用のカタール

カタール（Katar, ヒンディー語: कटार）は、武器（刀剣）の一種。歴史的にはインド地方で使われた短剣全般を指す言葉であったが、時代を経て刃に対して垂直なグリップを持つ特徴的な形状の短剣のみを指すよう変化した。主に北インドで使われていたもので、ジャマダハル（Jamadhar, ヒンディー語: जमधर）やブンディ・ダガー（Bundi dagger）とも呼ばれる。

## 概要
カタールは、切るよりも刺す（突く）ことに特化した形状を持つ武器である。その特徴は、通常の短剣の柄とは大きく異なったその握りにある。この握りは「H」型をしており、刀身とは垂直に、鍔とは平行になっており、手に持つと拳の先に刀身が来る様な造りになっている。従って、あたかも拳で殴りつけるように腕を真っ直ぐ突き出せば、それだけで相手を刺すことが出来る。そのため力を入れやすくなっており、他の短剣に比べて鎧を貫通しやすいとされる。
刀身及び柄には凝った装飾が施されているものが多く、儀礼用としても用いられ、ラージプートの戦士は虎狩りにおいて一対のカタールのみで虎を仕留めることにより勇気と戦技の象徴とした。
インドがイギリスの植民地となって以降は装飾品としてヨーロッパに多数が輸出され、特に、ラージャスターン州のブンディでは18世紀から19世紀にかけて、金箔をふんだんに使って豪奢に装飾したものが作られた。輸出用に、実際に戦争や儀礼で使われた伝統のない創作品も多数発明された（後述#形状の項を参照）。
火器の普及に伴い他の剣と同様に廃れ、19世紀には儀礼用もしくは装飾用として使われる以外には用いられることはなくなった。

## 形状
刀身は通常は幅の広い両刃の“ダガー”形状であるが、フランベルジェやクリスのように波打った刀身を持つものや、二叉もしくは三叉の刀身を持つものがあり、直剣ではなく湾曲した刀身を持つものも存在し、少数ながら現存している。
17世紀以降、インドがイギリスの植民地になると、この特徴的な刀剣はその外見からヨーロッパ人に人気を博し、特産の土産物として珍重された。この時期にヨーロッパ向けに作られたものとして、閉じた状態では一つの刀身だが、柄を握り込むことによって鋏のように刀身が開き、二叉もしくは三叉の形状になるものがある。この「可変式カタール」はイギリスを始めとしてヨーロッパ人に好まれたが、実際にインドの刀剣史に存在していたものではなく、また刀身の根元に可動部とその軸があることから強度が低く、武器としての実用性は低い。柄の両側に小型のマスケット銃を備えた「カタール銃（ピストル付カタール）」という珍品も発明され、特に18世紀にやはりヨーロッパ向けの輸出品として多数が作られた。

## 呼称について

### カタール
タミル語において「突き刺す刃物」の意味である「கட்டாரி (kaţţāri)」もしくは「குத்துவாள் (kuttuvāḷ)」 (サンスクリット語「 कट्टार (kaţāra/kaţārī)」、ヒンディー語: 「कटार(kaṭāri)」、パンジャーブ語「ਕਟਾਰ (kaṭār)」、カンナダ語「ಕಠಾರಿ (kaṭhāri)」、マラヤーラム語「കട്ടാരം (katāram)」、マラーティー語「कट्यार (kaṭyāra)」）を語源とする。前述のとおり、元来は短剣全般を指す言葉である。
メトロポリタン美術館、ハーバード美術館群、クリーブランド美術館、シカゴ美術館、ホーニマン博物館 (Horniman Museum) では「Katar」の表記が確認できる。

### ブンディダガー
主に英語圏で使われる名称。1851年にロンドンで開催された万国博覧会においてラージャスターン州のブンディで制作されたカタールが展示されたのがその名称の由来とされている。

### ジャマダハル
主にインドで使われる名称。ムガル帝国の行政報告書『アイネ・アクバリ』を19世紀に英訳した書籍では、二又の物を「Jamdhar doulicaneh (ペルシア語表記不明)」、三叉のものを「Jamdhar sehlicaneh」と記述しており、形状によって呼び方が変わったようである。語源は死の神を意味するヤマ（閻魔）と刃を意味するダハールもしくはダールを組み合わせたものなどいくつかの説が存在する。
現代ではデリーのレッドフォート考古学博物館で「जमधर(JAMADHAR)」表記が採用されている。
ニューデリーの国立博物館、サンフランシスコのAsian Art Museumでは「Jamadhar」の表記が確認できる。ハリドワールのグルクル・カンガリ大学博物館では「Jamdhar」の表記が確認できる。

## フィクションでの扱い
ロールプレイングゲームの『ダンジョンズ&ドラゴンズ』シリーズや『トンネルズ&トロールズ』シリーズには「カタール」として登場する。コンピュータゲーム『ドラゴンクエスト』シリーズで登場する「ドラゴンキラー」の設定イラストにおけるデザインはカタールをモチーフとしている（ただし第8作目以降は通常の刀剣型の場合が多い）。また、『ファイナルファンタジーVIII』においても「カタール」として登場する。